# Edson Alvarado
Edson Antonio Alvarado García (México D.F., México, 27 de septiembre de 1975) es un exfutbolista mexicano. Jugaba de delantero y su equipo de retiro fue el Estudiantes Tecos de la Primera División de México. 

## Trayectoria
Delantero que debutó en la primera división con Necaxa en la campaña 94-95, logrando dos campeonatos. Después ha pasado por Tigres, Monterrey, Santos, Tecos, de nuevo Santos y de regreso a Tecos de la UAG, vuelve a Necaxa en el Apertura 2002 y en el Clausura 2003 no ve un solo minuto de actividad en la Primera División. Para el Apertura 2003 regresó de nueva cuenta a Tecos, donde no participó un solo minuto.

## Estadísticas

### Clubes
La siguiente tabla detalla los encuentros disputados y los goles marcados en los clubes en los que ha militado.
| I.D. Necaxa · México |               |               |     |    |    |    |    |     |     |    |
| 1ª | 1994-95       | 18            | 0   | 1  | 0  | 4  | 0  | 23  | 0   |    |
| 1ª | 1995-96       | 33            | 2   | 4  | 0  | 2  | 0  | 39  | 2   |    |
| 1ª | 1996-97       | 34            | 3   | 4  | 0  | 2  | 1  | 40  | 4   |    |
| 1ª | 1997-98       | 25            | 0   | -  | -  | 3  | 0  | 28  | 1   |    |
| 1ª | 2002          | 5             | 0   | -  | -  | -  | -  | 5   | 0   |    |
| Total club | Total club    | 115           | 6   | 9  | 0  | 11 | 1  | 135 | 7   |    |
| C.F. Tigres U.A.N.L · México |               |               |     |    |    |    |    |     |     |    |
| 1ª | 1998-99       | 26            | 3   | 1  | 0  | -  | -  | 27  | 3   |    |
| Total club | Total club    | 26            | 3   | 1  | 0  | -  | -  | 27  | 3   |    |
| C.F. Monterrey · México |               |               |     |    |    |    |    |     |     |    |
| 1ª | 1999          | 5             | 0   | -  | -  | -  | -  | 5   | 0   |    |
| Total club | Total club    | 5             | 0   | -  | -  | -  | -  | 5   | 0   |    |
| C. Santos Laguna · México |               |               |     |    |    |    |    |     |     |    |
| 1ª | 2000          | 19            | 2   | -  | -  | -  | -  | 19  | 2   |    |
| 1ª | 2001          | 4             | 0   | -  | -  | 3  | 0  | 7   | 0   |    |
| Total club | Total club    | 23            | 2   | -  | -  | 3  | 0  | 26  | 2   |    |
| Tecos U.A.G. · México |               |               |     |    |    |    |    |     |     |    |
| 1ª | 2000-01       | 11            | 1   | -  | -  | -  | -  | 11  | 1   |    |
| 1ª | 2002          | 5             | 0   | -  | -  | -  | -  | 5   | 0   |    |
| 1ª | 2003-04       | 0             | 0   | -  | -  | -  | -  | 0   | 0   |    |
| Total club | Total club    | 16            | 1   | -  | -  | -  | -  | 16  | 1   |    |
| Lagartos de Tabasco · México |               |               |     |    |    |    |    |     |     |    |
| 2ª | 2003          | 6             | 0   | -  | -  | -  | -  | 6   | 0   |    |
| Total club | Total club    | 6             | 0   | -  | -  | -  | -  | 6   | 0   |    |
| Total carrera | Total carrera | Total carrera | 191 | 12 | 10 | 0  | 14 | 1   | 215 | 13 |
| (1)Incluye datos de la Copa México y Pre Pre Libertadores (1998). (2)Incluye datos de la Copa Campeones CONCACAF (1996 y 1998), Recopa CONCACAF (1994 y 1997) y Copa Merconorte (2001). |               |               |     |    |    |    |    |     |     |    |

## Selección nacional

### Categorías inferiores
Sub-23
Participó en los Juegos Olímpicos de Atlanta 1996 en la lista de 18 jugadores.
| Torneo                   | Sede           | Resultado        |
| ------------------------ | -------------- | ---------------- |
| Juegos Olímpicos de 1996 | Estados Unidos | Cuartos de final |

### Absoluta
Partidos internacionales
| # | Fecha                   | Rival   | Sede     | Estadio             | Resultado | Competición                |
| - | ----------------------- | ------- | -------- | ------------------- | --------- | -------------------------- |
| 1 | 16 de noviembre de 1996 | Jamaica | Kingston | Parque Independence | 0 - 1     | Clasificación Mundial 1998 |

## Palmarés

### Campeonatos nacionales
| Título               | Club        | País   | Año     |
| -------------------- | ----------- | ------ | ------- |
| Copa México          | I.D. Necaxa | México | 1994-95 |
| Primera División     | I.D. Necaxa | México | 1994-95 |
| Campeón de Campeones | I.D. Necaxa | México | 1994-95 |
| Primera División     | I.D. Necaxa | México | 1995-96 |

### Copas internacionales
| Título          | Club        | Sede  | Año  |
| --------------- | ----------- | ----- | ---- |
| Recopa CONCACAF | I.D. Necaxa | Miami | 1994 |